# Zlatna zvijezda
Zlatna zvijezda je posebno obilježje koje označuje nositelje naslova "junak" u Sovjetskom Savezu i nekoliko poslijesovjetskih država.

## Sovjetski Savez
Zlatnu zvijezdu osnovao je Presidium Najvišeg Sovjeta 1. kolovoza 1939. Prije toga, nositelji naslova "Junak Sovjetskoga Saveza" nosili su Red Lenjina i posebnu diplomu (gramota, грамота) koja opsiuje junačko ponašanje. Medalja je osnovana s ciljem da se odovoje nositelji naslova "Junak Sovjetskoga Saveza" od običnih nositelja Reda Lenjina.
Zlatna zvijezda nije normalno korištena za posmrtna dodijeljenja nositeljima naslova "Junak Sovjetskoga Saveza".
Medalja je zlatna zvijezda koja visi s pravokutne naprave u boji/bojama države koja je dodjelitelj (crvena za Sovjetski Savez, bijela/plava/crvena za Rusku Federaciju, plava/žuta za Republiku Ukrajinu, crvena/zelena za Republiku Bjelorusiju). Nosi se s lijeve strane grudi iznad svih odlikovanja i vrpca.
Iako je opisana kao medalja, zapravo ima osobine bedža, koji se nosi uvijek iznad svih medalja i vrpca, i uvijek u punom obliku (s pravokutnom napravom i bojom/bojama, te medaljom).
Naslov i medalja dodjeljivale su se za borbene podvige i ekstremne uspjehe u istraživačkim naporima, tako da je bila podobna vojnim osobama i civilima. Neborbene zasluge uključivale su:
- leteće uspjehe (prije Drugog svjetskog rata),
- svemirsko istraživanje (dodijeljena gotovo svakom astronautu, sovjetskomu i stranome),
- polarno istraživanje,
- ronilačko i podmorničko istraživanje.

Za borbene zasluge Zlatna zvijezda dodjeljivala se u vrijeme rata ili osiguravajućih operacija na granici Sovjetskog Saveza ili Ruske Federacije. U Ruskoj se Federaciji za borbene zasluge nagrađivalo za unutarnje anti-terorističke operacije, prvi (1994. – 1996.) i drugi čečenski rat (1999. —) i druge "policijske akcije" na Sjevernom Kavkazu, koje je izdalo Ministarstvo unutarnjih poslova (MVD), unutarnjih trupa i milicija.
Neki su nositelji Zlatne zvijezde bili višestruko nagrađeni istom. Netko tko je odlikovan dva puta Zlatnom zvijezdom nosio bi naslov "Dvostruki junak Sovjetskoga Saveza", itd. 12 000 ljudi postalo je junacima Sovjetskog Saveza, a samo nekolicina je bila trostruko odlikovana, primjerice zrakoplovci iz Drugog svjetskog rata Aleksandar Pokriškin i Ivan Kožedub. Maršal Sovjetskoga Saveza Georgij Žukov odlikovan je četiri puta.
Tijekom hladnog rata, astronauti su rutinski primali Zlatnu zvijezdu. Pošto SSSR nije dugo obznanio upletenost u Korejski rat, nagrađivanje zaslužnih Zlatnom zvijezdom iz tog rata predstavljalo se kao zakašnjeno nagrađivanje za zasluge u Drugom svjetskom ratu. Sovjetski rat u Afganistanu i anti-mudžahedinske operacije povećale su broj nositelja tog odlikovanja u operacijama iz 80-ih.
Naslov "Junak Sovjetskog Saveza" i Zlatna zvijezda izgubili su ugled u SSSR-u, pošto su neke vođe kao Josif Staljin, sami sebi dodjeljivali te nagrade. Najkontroverniji i najsumnjiviji "junak" bio je Leonid Brežnjev, koji je držao petnaest naslova "Junak":
- 4 puta "Junak Sovjetskog Saveza",
- Junak socijalističkog rada,
- 3 puta "Junak Demokratske Republike Njemačke",
- 3 puta "Junak Narodne Republike Bugarske",
- 3 puta "Junak Čehoslovačke Socijalističke Republike,
- "Junak Narodne Republike Mongolije".

## Posljesovjetska Zlatna zvijezda
Od 1934. do 1991. Zlatna zvijezda bila je povezana s naslovom "Junak Sovjetskog Saveza". Od raspada Sovjetskoga Saveza, taj je naslov zamijenut naslovom nasljednika novo-nezavisnih država kao što su "Junak Bjelorusije", "Junak Ruske Federacije" i "Junak Ukrajine".